# Ein Heldenleben

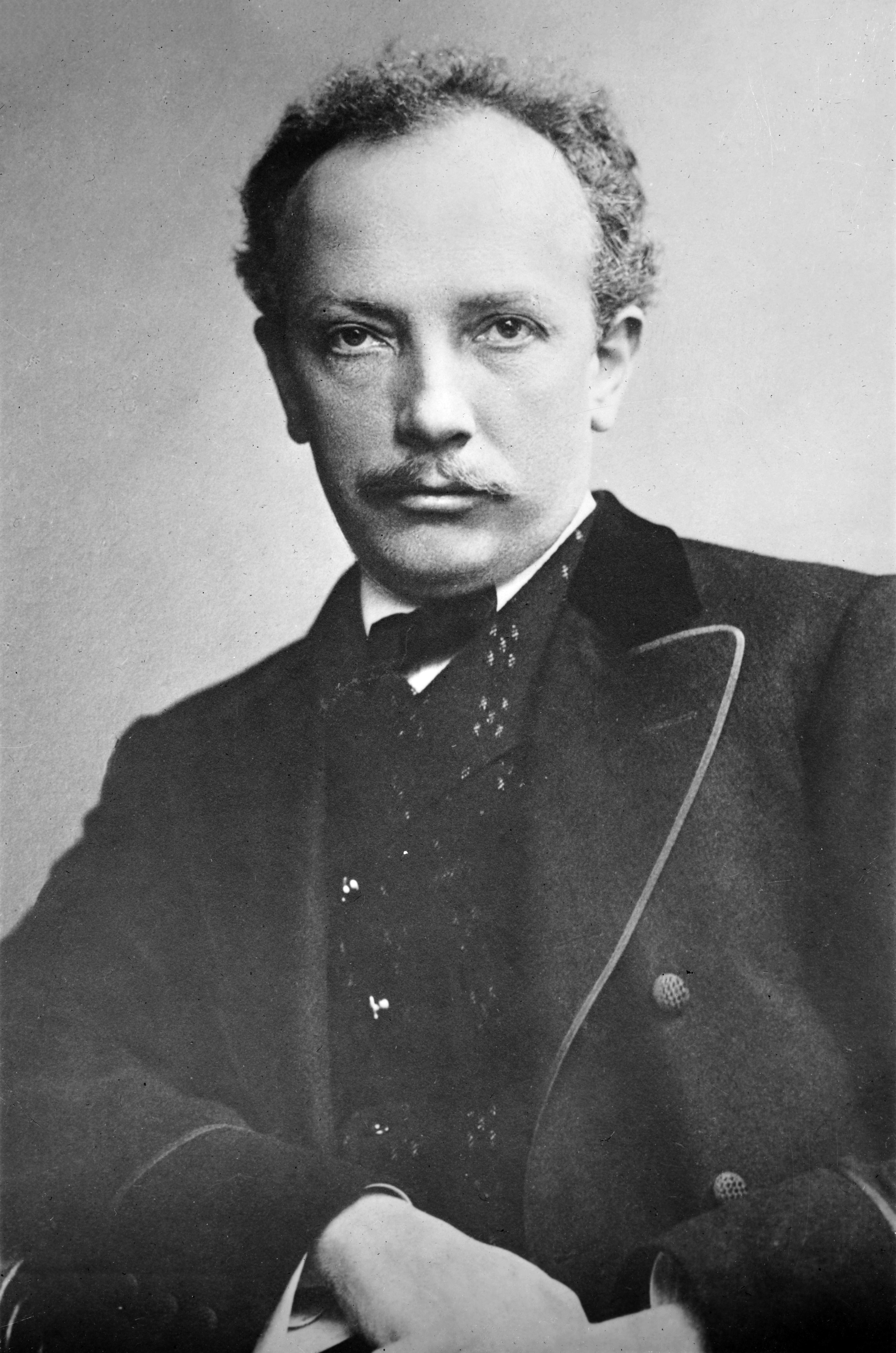
Richard Strauss

Ein Heldenleben is een symfonisch gedicht van Richard Strauss (1864-1949). Het werk werd afgerond in 1898, in een periode waarin het talent van de componist tot volle wasdom was gekomen. Strauss droeg het werk op aan de toen zevenentwintig jaar oude dirigent Willem Mengelberg en het Concertgebouworkest in Amsterdam. De première werd desondanks uitgevoerd door het Frankfurter Museumsorchester.

## Instrumentatie
Het werk is geschreven voor piccolo, 3 fluiten, 3 hobo’s, Althobo, 3 klarinetten in es en bes, basklarinet in bes, 3 fagotten, contrafagot, 8 hoorns in f en es, 3 trompetten in bes (bühneorkest) en 2 trompetten in es, 3 trombones, tenortuba in bes (tegenwoordig meestal vervangen door eufonium), tuba, pauken, grote trom, bekkens, kleine trom, grote roertrommel, tamtam, 2 harpen en strijkers.

## Structuur en analyse
Ein Heldenleben is een compositie die zonder pauzes wordt uitgevoerd, (behalve de dramatische pauze aan het eind van het eerste deel). Het werk bestaat uit de volgende delen (die niet altijd worden vermeld omdat Richard Strauss later wilde dat dat niet meer zou gebeuren):
1. Der Held
2. Des Helden Widersacher
3. Des Helden Gefährtin
4. Des Helden Walstatt
5. Des Helden Friedenswerke
6. Des Helden Weltflucht und Vollendung

Strauss hanteert in Ein Heldenleben de techniek van het Leitmotiv zoals zo vaak gebruikt door Richard Wagner, als onderdeel van de symfonische sonate-rondo structuur. Het geheel duurt ongeveer drie kwartier, onder te verdelen in respectievelijk vierenhalve minuut, drie, twaalf, negen, vierenhalve en ten slotte elf minuten voor de opeenvolgende delen:
1. Der Held: Het belangrijkste thema van de held wordt voor het eerst vertolkt door een samenspel van de hoorns en de celli, vergelijkbaar met het oorspronkelijke thema van Ludwig van Beethovens derde symfonie, de "Eroica": een contrasterend lyrisch thema wordt het eerst gespeeld door de hoge strijkers en de houtblazers. Een tweede heroïsch motief wordt geïntroduceerd door de trompetten als de held zijn avontuur tegemoet rijdt, gevolgd door een onverwacht lange pauze, de enige in het gehele werk.
2. Des Helden Widersacher: De tegenstanders worden aangekondigd door chromatisch en scherp gepiep en gesnauw door de houtblazers (beginnend met de fluit) en het lagere koper: meerdere motieven in contrasterende registers en timbres brengen het geluid over van een gespot en kleingeestigheid die moeilijk genegeerd kan worden. Er wordt wel gezegd dat de tegenstanders zoals voorgesteld door de houtblazers de sarcastische critici van Strauss moeten voorstellen, met name de Weense criticus Eduard Hanslick, die door een leitmotiv van een viertal noten neergezet wordt, gespeeld door de tenor- en bastuba. Het is alleen het motief van de held dat hen tot zwijgen kan brengen, ook al is het maar kort.
3. Des Helden Gefährtin: Een lieflijke melodie die gespeeld wordt door een viool stelt de gezellin van de held voor. In een verlengd cadenza, waarvoor extreem gedetailleerde uitvoeringsinstructies gegeven worden door Strauss, in een soort recitatief, komt de viool met een nieuw motief, dat wordt overgenomen door de lage strijkers, en de hout- en kopersectie; dit is het derde leitmotif van de held, terwijl de viool een thema speelt dat later volledig tot wasdom komt. Het cadenza eindigt en nieuw thematisch materiaal wordt gecombineerd met een cantabile episode beginnend in G: De held krijgt zijn romantische stem, en er ontstaat een gelukzalige sfeer. Fragmenten van de tegenstanders verschijnen vervolgens kort. Een nieuw fanfare-motief wordt ten tonele gevoerd door de trompetten (in eerste instantie niet op het podium) en kondigt het begin van de veldslag aan.
Deze drie secties geven een uitgebreid overzicht, met elementen van een meerdelige symfonie die duidelijk van karakter verschillen. In de rest van dit deel worden de thema’s verder ontwikkeld, herhaald en volgt een coda, en incidenteel wordt nieuw thematische materiaal opgevoerd.
4. Des Helden Walstatt: In het eerste gedeelte kondigt het slagwerk de komst van de troepen aan, en de trompet schalt het aanvalssignaal in een "perfecte" driekwartsmaat: een bizarre variatie van het eerste "tegenstander" motief. Het onheil van de voorgaande motieven en thema’s klinkt door als het conflict vervolgt. Het zoete geluid van de violen herinnert de held er aan dat zijn geliefde wacht op zijn terugkeer. De lawaaierige fanfare van de trompet suggereert een keerpunt in de strijd als de muziek haar climax bereikt. Het slagwerk klinkt doordringend door het hele stuk heen en schildert zo een militaire veldslag af. Uiteindelijk wint het thema van de held het van de tegenstanders, die zich snel terugtrekken. De overwinning wordt vormgegeven door het thema van de held zoals het in het begin van het stuk klonk, in vierkwartsmaat met een majestueuze begeleiding.
5. Des Helden Friedenswerke. De overwinning van de held wordt gevierd met thema’s van eerdere werken: Don Juan, Till Eulenspiegels lustige Streiche, Macbeth, Also sprach Zarathustra, en Don Quixote, en vele andere stukken van Strauss. Dit alles gaat uiteindelijk over in de laatste sectie, die de onrust die zich in onze held heeft opgebouwd verzacht.
6. Des Helden Weltflucht und Vollendung. De held trekt zich terug uit deze wereld. Een nieuw thema verschijnt, een nieuwe ontwikkeling van het thema van de held, gespeeld door een treurig klinkende harp, fagot Engelse hoorn en de strijkers. Het werk van de held klinkt opnieuw, in contrapunt. Wereldlijke ideeën en motivaties worden afgeschud. De held stelt zich grotere en uitzonderlijker avonturen voor en zoekt naar het loslaten van zijn angsten. Opnieuw verschijnt het "Hanslick" motief in een agitato gedeelte, wanneer de held zich zijn eerdere strijd herinnert; wederom wordt hij getroost door zijn gezellin. Daarna volgt een landelijk klinkend intermezzo waarin de Engelse hoorn een rol speelt, en die doet denken aan de ouverture van Wilhelm Tell van Rossini. In een plechtige laatste variatie van het eerste heldenmotief zet het koper de laatste fanfare in als de held zich terugtrekt uit het leven, met de suggestie van het begin van een ander symfonisch gedicht (Also Sprach Zarathustra), een compositie die vaak samen met Ein Heldenleben wordt uitgevoerd.

## Kritiek
Veel critici beschouwden Ein Heldenleben als schaamteloze zelfpromotie, waarin Strauss zichzelf als de held zou hebben neergezet, en zijn echtgenote als de trouwe vriendin, en bovendien scherpe en grove muziek gebruikte om zijn critici af te schilderen. Strauss zei daarover dat hij zichzelf niet minder interessant vond dan Nero of Napoleon als studieonderwerp.
Men zou kunnen opmerken dat Strauss' zelfportret niet serieus bedoeld zou zijn, aangezien hij toegaf dat hij niet serieus genomen moest worden toen hij dit zogenaamde zelfportret schreef. Strauss zei eens tegen zijn vriend Romain Rolland: "Ik ben geen held, daar heb ik de kracht niet voor; ik ben ook niet gemaakt voor de strijd: ik geef er de voorkeur aan mij terug te trekken en met rust gelaten te worden ...". Terwijl sommige critici het stuk letterlijk namen, hebben anderen er een enigszins autobiografische betekenis aan gegeven.Strauss was er een voorstander van dat iedereen zijn eigen conclusies trekt.
Toen hij zijn Portret van Bach schreef, legde Peter Schickele dit als volgt uit: “Ik wil voor Bach doen wat Copland deed voor Lincoln, wat Tsjaikovski deed voor kleine Russen, en wat Richard Strauss voor zichzelf deed."

## Uitvoeringen
Richard Strauss dirigeerde de première van Ein Heldenleben op 3 maart, 1899 in Frankfurt.
Béla Bartók schreef een orkestuittreksel van het stuk in 1902, en voerde het op 23 januari 1903 uit op de Wiener Tonkünstlerverein; het publiek was zichtbaar onder de indruk.

## Opnamen
Dit werk is bijzonder vaak opgenomen:
- New York Philharmonic Orchestra/Willem Mengelberg (Rec. 1928, Pearl Records)
- Symphonieorchester des Bayerischen Rundfunks/Richard Strauss (Rec. 1941, Deutsche Grammophon; Dutton Labs)
- Koninklijk Concertgebouworkest/Willem Mengelberg (Rec. 1942, Teldec; Naxos Historical)
- London Philharmonic Orchestra/Sir Thomas Beecham (Rec. 1947, Testament; Biddulph)
- Chicago Symphony Orchestra/Fritz Reiner (Rec. 1954, RCA Living Stereo)
- Staatskapelle Dresden/Karl Böhm (Rec. 1957, Deutsche Grammophon)
- Berliner Philharmoniker/Herbert von Karajan (Rec. 1959, Deutsche Grammophon)
- London Philharmonic Orchestra/Sir Thomas Beecham (Rec. 1959, EMI [STEREO])
- Philadelphia Orchestra/Eugene Ormandy (Rec. 1960, Sony Classical)
- London Philharmonic OrchestraSir John Barbirolli (Rec. 1969, EMI)
- Koninklijk Concertgebouworkest/Bernard Haitink (Rec. 1970, Philips)
- London Philharmonic OrchestraSir John Barbirolli (Rec. 1970, BBC Classics [IN CONCERT])
- Staatskapelle Dresden/Rudolf Kempe (Rec. 1972, EMI)
- Berlin Philharmoniker/Herbert von Karajan (Rec. 1974, EMI)
- Wiener Philharmoniker Orchestra/Andre Previn (Rec. 1988, Telarc)
- Cleveland Orchestra/Christoph von Dohnanyi (Rec. 1992, London/DECCA)
- Staatskapelle Dresden/Giuseppe Sinopoli (Rec. 1992, Deutsche Grammophon)
- San Francisco Symphony/Herbert Blomstedt (Rec. 1994, DECCA)
- WDR Sinfonieorchester/Semyon Bychkov (Rec. 2001, Avie)
- Chicago Symphony Orchestra/Daniel Barenboim (Rec. 2003, Erato/Warner Classics)
- Wiener Philharmoniker Orchestra/Christian Thielemann (Rec. 2003, Deutsche Grammophon)
- Koninklijk Concertgebouworkest/Mariss Jansons (Rec. 2004, RCO Live)
- Berlin Philharmoniker/Sir Simon Rattle (Rec. 2005, EMI)
- Staatskapelle Dresden/Fabio Luisi (Rec. 2007, Sony)

## Voetnoten
1. ↑  Phillip Huscher, Ein Heldenleben program notes[dode link]. Chicago Symphony Orchestra.
2. ↑  Liner notes by Kenneth Chalmers to Philips recording of Kossuth
3. ↑  Malcolm Gillies, "Bartók, Béla", grovemusic (destijds te raadplegen via phonoarchive.org)